# Liste des députés européens élus en Italie de la 4e législature

Cet article présente la liste des députés européens élus en Italie de la mandature 1994-1999, élus lors des élections européennes de 1994 en Italie.
| Nom                       | Liste                                    | Groupe parlementaire européen                    |
| ------------------------- | ---------------------------------------- | ------------------------------------------------ |
| Aldo Arroni               | Forza Italia                             | FE (1994-1995), UPE (1995-1998), PPE (1998-1999) |
| Claudio Azzolini          | Forza Italia                             | FE (1994-1995), UPE (1995-1998), PPE (1998-1999) |
| Monica Stefania Baldi     | Forza Italia                             | FE (1994-1995), UPE (1995-1998), PPE (1998-1999) |
| Valerio Baldini           | Forza Italia                             | FE (1994-1995), UPE (1995-1998), PPE (1998-1999) |
| Giampiero Boniperti       | Forza Italia                             | FE (1994-1995), UPE (1995-1998), PPE (1998-1999) |
| Ernesto Caccavale         | Forza Italia                             | FE (1994-1995), UPE (1995-1998), PPE (1998-1999) |
| Luigi Caligaris           | Forza Italia                             | FE (1994-1995), UPE (1995-1998), PPE (1998-1999) |
| Ombretta Colli            | Forza Italia                             | FE (1994-1995), UPE (1995-1998), PPE (1998-1999) |
| Alessandro Danesin        | Forza Italia                             | FE (1994-1995), UPE (1995-1998), PPE (1998-1999) |
| Stefano De Luca           | Forza Italia                             | FE (1994-1995), UPE (1995-1998), PPE (1998-1999) |
| Pietro Antonio Di Prima   | Forza Italia                             | FE (1994-1995), UPE (1995-1998), PPE (1998-1999) |
| Luigi Andrea Florio       | Forza Italia                             | FE (1994-1995), UPE (1995-1998), PPE (1998-1999) |
| Riccardo Garosci          | Forza Italia                             | FE (1994-1995), UPE (1995-1998), PPE (1998-1999) |
| Giacomo Leopardi          | Forza Italia                             | FE (1994-1995), UPE (1995-1998), PPE (1998-1999) |
| Giancarlo Ligabue         | Forza Italia                             | FE (1994-1995), UPE (1995-1998), PPE (1998-1999) |
| Franco Malerba            | Forza Italia                             | FE (1994-1995), UPE (1995-1998), PPE (1998-1999) |
| Alfonso Luigi Marra       | Forza Italia                             | FE (1994-1995), UPE (1995-1998), PPE (1998-1999) |
| Roberto Mezzaroma         | Forza Italia                             | FE (1994-1995), UPE (1995-1998), PPE (1998-1999) |
| Eolo Parodi               | Forza Italia                             | FE (1994-1995), UPE (1995-1998), PPE (1998-1999) |
| Guido Podestà             | Forza Italia                             | FE (1994-1995), UPE (1995-1998), PPE (1998-1999) |
| Giacomo Santini           | Forza Italia                             | FE (1994-1995), UPE (1995-1998), PPE (1998-1999) |
| Umberto Scapagnini        | Forza Italia                             | FE (1994-1995), UPE (1995-1998), PPE (1998-1999) |
| Antonio Tajani            | Forza Italia                             | FE (1994-1995), UPE (1995-1998), PPE (1998-1999) |
| Luisa Todini              | Forza Italia                             | FE (1994-1995), UPE (1995-1998), PPE (1998-1999) |
| Guido Viceconte           | Forza Italia                             | FE (1994-1995), UPE (1995-1998), PPE (1998-1999) |
| Marilena Marin            | Ligue du Nord                            | ELDR (1994)                                      |
| Marilena Marin            | Ligue du Nord                            | FE (1994-1995)                                   |
| Marilena Marin            | Ligue du Nord                            | UPE (1995-1999)                                  |
| Corrado Augias            | Parti démocrate de la gauche             | PSE                                              |
| Francesco Baldarelli      | Parti démocrate de la gauche             | PSE                                              |
| Roberto Barzanti          | Parti démocrate de la gauche             | PSE                                              |
| Rinaldo Bontempi          | Parti démocrate de la gauche             | PSE                                              |
| Pierre Carniti            | Parti démocrate de la gauche             | PSE                                              |
| Luigi Alberto Colajanni   | Parti démocrate de la gauche             | PSE                                              |
| Biagio De Giovanni        | Parti démocrate de la gauche             | PSE                                              |
| Giulio Fantuzzi           | Parti démocrate de la gauche             | PSE                                              |
| Fiorella Ghilardotti      | Parti démocrate de la gauche             | PSE                                              |
| Renzo Imbeni              | Parti démocrate de la gauche             | PSE                                              |
| Andrea Manzella           | Parti démocrate de la gauche             | PSE                                              |
| Enrico Montesano          | Parti démocrate de la gauche             | PSE                                              |
| Achille Occhetto          | Parti démocrate de la gauche             | PSE                                              |
| Giorgio Ruffolo           | Parti démocrate de la gauche             | PSE                                              |
| Roberto Speciale          | Parti démocrate de la gauche             | PSE                                              |
| Luciano Vecchi            | Parti démocrate de la gauche             | PSE                                              |
| Gerardo Bianco            | Parti populaire italien                  | PPE                                              |
| Giovanni Burtone          | Parti populaire italien                  | PPE                                              |
| Carlo Casini              | Parti populaire italien                  | PPE                                              |
| Pierluigi Castagnetti     | Parti populaire italien                  | PPE                                              |
| Maria Paola Colombo Svevo | Parti populaire italien                  | PPE                                              |
| Giampaolo D'Andrea        | Parti populaire italien                  | PPE                                              |
| Antonio Graziani          | Parti populaire italien                  | PPE                                              |
| Carlo Secchi              | Parti populaire italien                  | PPE                                              |
| Umberto Bossi             | Ligue du Nord                            | ELDR (1994–1997) / NI                            |
| Gipo Farassino            | Ligue du Nord                            | ELDR (1994–1997) / NI                            |
| Raimondo Fassa            | Ligue du Nord                            | ELDR                                             |
| Marco Formentini          | Ligue du Nord                            | ELDR (1994–1997) / NI                            |
| Luigi Moretti             | Ligue du Nord                            | ELDR (1994–1997) / NI                            |
| Alexander Langer          | Fédération des Verts                     | Verts                                            |
| Adelaide Aglietta         | Fédération des Verts                     | Verts                                            |
| Carlo Ripa di Meana       | Fédération des Verts                     | Verts (1994–1998) / GUE/NGL                      |
| Luciano Pettinari         | Parti de la refondation communiste       | GUE/NGL (1994–1998) / PSE                        |
| Luigi Vinci               | Parti de la refondation communiste       | GUE/NGL                                          |
| Fausto Bertinotti         | Parti de la refondation communiste       | GUE/NGL                                          |
| Luciana Castellina        | Parti de la refondation communiste       | GUE/NGL                                          |
| Lucio Manisco             | Parti de la refondation communiste       | GUE/NGL                                          |
| Pier Ferdinando Casini    | Centre chrétien-démocrate                | FE / UPE                                         |
| Alessandro Fontana        | Centre chrétien-démocrate                | FE / UPE                                         |
| Enrico Ferri (politique)  | Centre chrétien-démocrate                | NI (1994) FE (1994-1995) UPE (1995-1999)         |
| Livio Filippi             | Pacte Segni                              | PPE                                              |
| Danilo Poggiolini         | Pacte Segni                              | PPE                                              |
| Mariotto Segni            | Pacte Segni                              | PPE                                              |
| Gianfranco Dell'Alba      | Liste Pannella                           | ARE                                              |
| Marco Pannella            | Liste Pannella                           | ARE                                              |
| Elena Marinucci           | Parti socialiste italien                 | PSE                                              |
| Riccardo Nencini          | Parti socialiste italien                 | PSE                                              |
| Leoluca Orlando           | Mouvement pour la démocratie - Le réseau | Verts                                            |
| Giorgio La Malfa          | Parti républicain italien                | ELDR                                             |
| Michl Ebner               | Parti populaire sud-tyrolien             | PPE                                              |